# مرونة هوائية
المرونة الهوائية هو العلم الذي يدرس التفاعل بين قوى القصور الذاتي والمرونة وقوة الإيروديناميكية. عرفها آرثور رودريك كولار (Arthur Roderick Collar) في 1947 على أنها دراسة التفاعل المتبادل الذي يحدث في مثلث قوى القصور الذاتي والمرونة والإيروديناميكية والتي تعمل في الأعضاء الهيكلية التي تتعرض لتيار الهواء، وتأثير هذه الدراسة على التصميم. وببساطة أكثر، هي مجموعة الظروف ذاتها المتسببة في رفرفة العلم في الريح القاسية أو بكرة هز تدفق المياه السريع. وقد تحدث الرفرفة في أيٍ من أوساط السوائل.

## مقدمة
تكون هياكل الطائرات غير صلبة تمامًا، وتنشأ ظاهرة المرونة الهوائية عندما ينتج عن التشوهات الهيكلية تغييرات في قوى الإيروديناميكية. وتتسبب القوى الإيروديناميكية الإضافية في زيادة التشوهات الهيكلية، الأمر الذي يؤدي إلى مزيد من قوى الإيروديناميكية في عملية التغذية الراجعة. وقد تصبح هذه التفاعلات أصغر حتى يتم التوصل إلى حالة من التوازن، أو قد تنحرف بصورة كارثية إذا حدث رنين.
يمكن تقسيم المرونة الهوائية إلى مجالين في الدراسة وهما: المرونة الهوائية الثابتة (الإستاتيكية) والحركية.

## المرونة الهوائية الثابتة
تدرس المرونة الهوائية الثابتة التفاعل بين قوى الإيروديناميكية والمرونة في الهياكل المرنة. وتعد خصائص الكتلة غير مهمة في احتساب هذا النوع من الظواهر.

### التباين
يحدث التباين عندما ينحرف سطح الرفع تحت الحمل الإيروديناميكي وذلك لزيادة الحمل المطبق، أو عند نقل حمولة بحيث يتم زيادة تأثير الالتواء في الهيكل. يتسبب الحمل الزائد في انحراف الهياكل الأخرى، مما يجعل الهيكل يتحمل أحمالاً محدودة مما يؤدي إلى الفشل.
مثال على هذه الحالة يحدث عندما يكون الحمل المتباين للجناح الذي يزداد من ناحية مدى الصلابة عبر وتر الجناح. وفي هذه الحالة تعد الحافة الخلفية للجناح أصلب على طول الجناح من الحافة الأمامية. عندما يتحمل الجناح الإيروديناميكية، تحت الرفع، تنحرف الحافة الأمامية أسرع من الحافة الخلفية الموجودة في الزاوية المزودة للهجوم. ويزيد هذا بدوره من رفع المعامل مما يؤدي إلى زيادة حمل الرفع والتي تزيد من تحميل الجناح. ومن المرجح أن يؤدي الفشل في وقف هذا التباين إلى فشل هيكلي للجناح.

### التحكم في انعكاس السطح
التحكم في انعكاس السطح هو فقدان (أو انعكاس) رد التحكم في السطح لمتوقع، بسبب التشوه الهيكلي لسطح الرفع الرئيسي.

## المرونة الهوائية الحركية
تدرس المرونة الهوائية الحركية التفاعل بين القوى الإيروديناميكية والمرونة والقوة القصورية. الأمثلة على المرونة الهوائية الحركية كالتالي:

### الرفرفة
الرفرفة هي الاهتزاز الذاتي الذي يمكن أن يتسبب في تدمير حيث إن قوى الإيروديناميكية على زوجين من الكائنات مع نمط طبيعي للـاهتزاز لإنتاج حركة دورية سريعة. قد تحدث الرفرفة في أي كائن ضمن التدفق القوي للسوائل، في ظل الظروف التي يحدث فيها التغذية الراجعة الإيجابية بين الاهتزاز الطبيعي للهيكل والقوى الإيروديناميكية. وها هي الحركة الاهتزازية للكائن تزيد من الحمل الإيروديناميكي، ويدفع الكائن بدوره إلى حركة أخرى. إذا كان إدخال الطاقة عن طريق الإثارة الإيروديناميكية في دائرة أكبر من المشتتة بواسطة التخميد في النظام، وسيزداد اتساع الاهتزاز، ويتسبب في إثارة التذبذب الذاتي. يمكن بناء المدى ويقتصر هذا عندما تبدد الطاقة عن طريق الإيروديناميكية ويتطابق التخميد الميكانيكي مع إدخال الطاقة، التي قد تتسبب في مدى اهتزاز واسع جدًا وقد يؤدي إلى فشل سريع. وبسبب ذلك، من المفترض أن تصمم الهياكل المعرضة لقوى إيروديناميكية - بما في ذلك الأجنحة، ولكنها أيضًا في حالة مدخنة وعبور جسور هوائية - بعناية داخل المعاملات المعروفة لتجنب الرفرفة.